# Barbora Masaříková
Barbora Masaříková (* 16. listopadu 1990, Třebíč) je česká výtvarnice a sochařka.

## Biografie

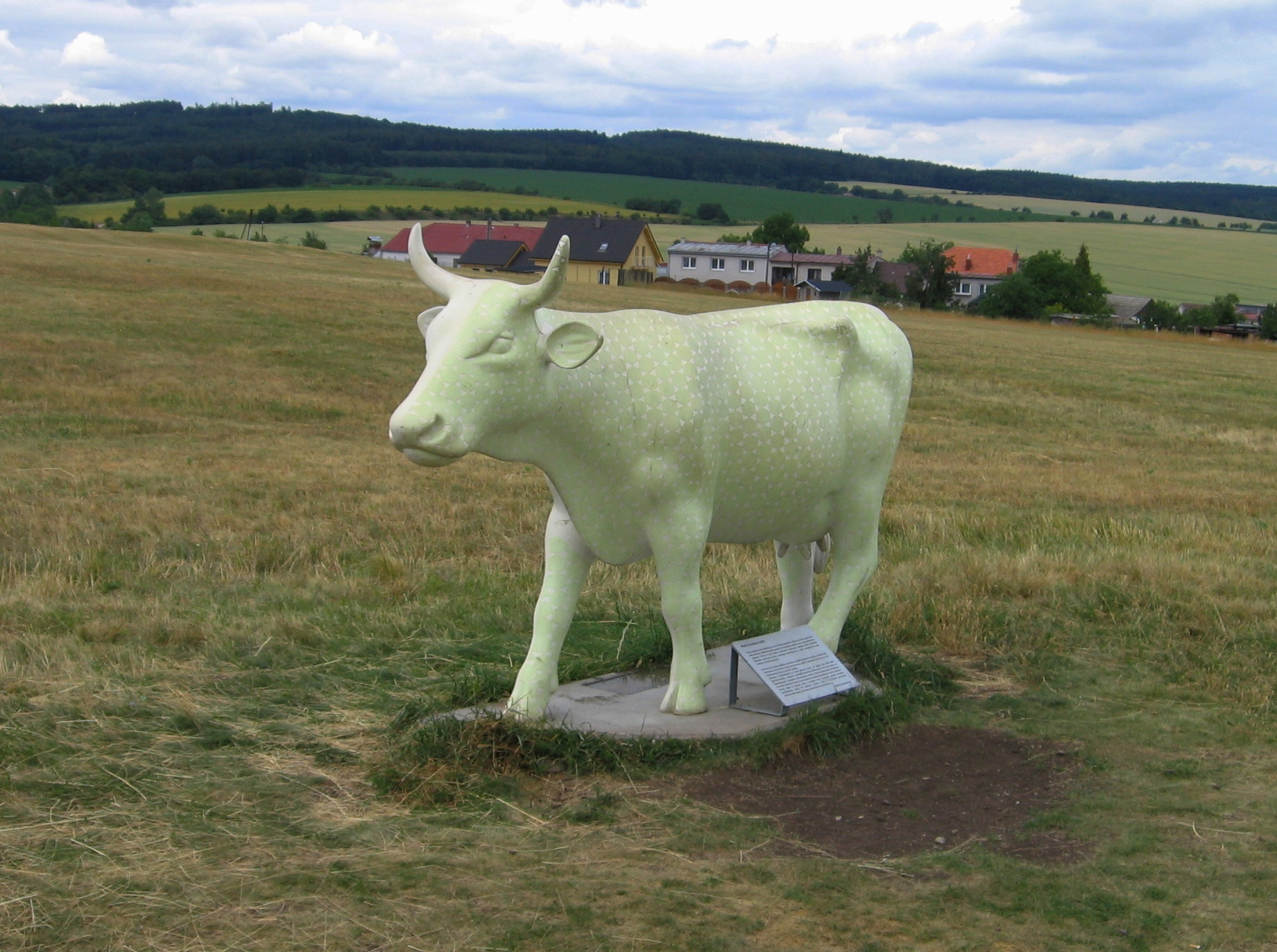
Světélkující kráva nad Mohelnem (2011)

Barbora Masaříková se narodila v Třebíči v roce 1990, v dětství navštěvovala ZUŠ v Náměšti nad Oslavou, kde se připravovala pod vedením Jana M. Krejčího. V letech 2006 – 2010 vystudovala Střední školu umění a designu v Brně. Mezi lety 2010 a 2013 vystudovala v ateliéru Jaroslava Róny Akademii výtvarných umění v Praze, následně pokračovala tamtéž v ateliéru Lukáše Rittsteina. V rámci studia působila také v Šalounově ateliéru zahraničního pedagoga pod vedením Nicole Wermersové. Během studia působila i na Fakultě výtvarných umění VUT v Brně, kde pracovala na projektu Digitální sochy.
Věnuje se primárně figurativnímu sochařství. Jedním z jejích děl je i světélkující kráva u Mohelenské hadcové stepi. Také se věnuje cestování, s partnerem Forestem Trenzem procestovali v dodávce Evropu a Maroko. O roční cestě dodávkou napsali knihu Život v dodávce - Náš příběh.
Po návratu z cesty se usadila v Náměšti nad Oslavou, kde na zámku od roku 2020 provozuje řemeslný ateliér.[zdroj?] Spolu s partnerem vyrábí kožené zboží, smaltované hrnečky, ručně malované cedule a věnují se další tvůrčí činnosti.

## Výstavy

### Autorské
- 2018, Jan Čejka Gallery, Praha (Barbora Masaříková: Výstava jednoho díla)

### Kolektivní
- 2008, Náměšť nad Oslavou (Konečně visíme)
- 2008, Náměšť nad Oslavou (SALON 2008)
- 2009, Muzeum Andyho Warhola, Medzilaborce
- 2009, Náměšť nad Oslavou (SALON 2009)
- 2010, Kavárna Kafí-Podkůvka, Praha (Jen tak, abychom se sešli)
- 2010, Náměšť nad Oslavou (SALON 2010)
- 2011, DOX, Praha (Digitální sochy)
- 2012, Gallery CZ, Brno (Digitální sochy)
- 2013, Café Sladkovský, Praha (Šaloun na vycházce: Barbora Masaříková a Tereza Viková)
- 2013, Galerie Bernarda Bolzana, Těchobuz (Přesýpání)
- 2013, Náměšť nad Oslavou (I. ročník sochařského sympozia)
- 2013, Náměšť nad Oslavou (SALON 2012)
- 2014, Malostranské náměstí, Praha (Sochy na parkovišti)
- 2014, Holešovická tržnice, Praha (Jatka)
- 2014, České centrum Berlín, Berlín (Cena nadace Leinemann)
- 2014, Náměšť nad Oslavou (II. ročník sochařského sympozia)
- 2014, kavárna Unijazz, Praha (Unibrejk)
- 2015, Kroměříž (Sochy v Zahradě V.)
- 2015, Zámecká kavárna, Náměšť nad Oslavou (Grafiky)
- 2016, Veletržní palác, Praha (Vanity Fair: Diplomanti AVU 2016)